# Liste des matchs de l'équipe de Saint-Vincent-et-les-Grenadines de football par adversaire
Cette liste présente les matchs de l'équipe de Saint-Vincent-et-les-Grenadines de football par adversaire rencontré.
- Haut – A
- B
- C
- D
- E
- F
- G
- H
- I
- J
- K
- L
- M
- N
- O
- P
- Q
- R
- S
- T
- U
- V
- W
- X
- Y
- Z

## A

### Anguilla

#### Confrontations
Confrontations entre Saint-Vincent-et-les-Grenadines et Anguilla en matchs officiels :
|   | Date              | Lieu           | Match                                      | Score | Compétition                                                      |
| - | ----------------- | -------------- | ------------------------------------------ | ----- | ---------------------------------------------------------------- |
| 1 | 6 mars 1994       | Kingstown      | Saint-Vincent-et-les-Grenadines - Anguilla | 2-0   | Coupe caribéenne des nations 1994 (tour préliminaire)            |
| 2 | 17 septembre 2008 | Fort-de-France | Saint-Vincent-et-les-Grenadines - Anguilla | 3-1   | Coupe caribéenne des nations 2008 (qualifications)               |
| 3 | 5 septembre 2014  | Saint John's   | Saint-Vincent-et-les-Grenadines - Anguilla | 4-0   | Éliminatoires de la Coupe caribéenne des nations 2014 (1er tour) |

#### Bilan
Au 1er septembre 2018 :
- Total de matchs disputés : 3
- Victoires d'Anguilla : 0
- Matchs nuls : 0
- Victoires de Saint-Vincent-et-les-Grenadines : 3
- Total de buts marqués par Anguilla : 1
- Total de buts marqués par Saint-Vincent-et-les-Grenadines : 9

### Antigua-et-Barbuda

#### Confrontations
Confrontations entre Saint-Vincent-et-les-Grenadines et Antigua-et-Barbuda en matchs officiels, :
|    | Date             | Lieu         | Match                                                | Score | Compétition                                                        |
| -- | ---------------- | ------------ | ---------------------------------------------------- | ----- | ------------------------------------------------------------------ |
| 1  | 23 juillet 1995  | George Town  | Saint-Vincent-et-les-Grenadines - Antigua-et-Barbuda | 0-2   | Coupe caribéenne des nations 1995 (gr. A)                          |
| 2  | 7 mai 2000       | Saint John's | Antigua-et-Barbuda - Saint-Vincent-et-les-Grenadines | 2-1   | Éliminatoires de la Coupe du monde 2002 (zone CONCACAF - 1er tour) |
| 3  | 21 mai 2000      | Kingstown    | Saint-Vincent-et-les-Grenadines - Antigua-et-Barbuda | 4-0   | Éliminatoires de la Coupe du monde 2002 (zone CONCACAF - 1er tour) |
| 4  | 27 août 2006     | Saint John's | Antigua-et-Barbuda - Saint-Vincent-et-les-Grenadines | 1-0   | Match amical                                                       |
| 5  | 5 novembre 2006  | Kingstown    | Saint-Vincent-et-les-Grenadines - Antigua-et-Barbuda | 2-2   | Match amical                                                       |
| 6  | 26 août 2011     | Saint John's | Antigua-et-Barbuda - Saint-Vincent-et-les-Grenadines | 1-0   | Match amical                                                       |
| 7  | 28 août 2011     | Saint John's | Antigua-et-Barbuda - Saint-Vincent-et-les-Grenadines | 2-2   | Match amical                                                       |
| 8  | 30 mars 2012     | Kingstown    | Saint-Vincent-et-les-Grenadines - Antigua-et-Barbuda | 1-0   | Match amical                                                       |
| 9  | 1er avril 2012   | Kingstown    | Saint-Vincent-et-les-Grenadines - Antigua-et-Barbuda | 1-2   | Match amical                                                       |
| 10 | 7 septembre 2014 | Saint John's | Antigua-et-Barbuda - Saint-Vincent-et-les-Grenadines | 2-1   | Éliminatoires de la Coupe caribéenne des nations 2014 (1er tour)   |
| 11 | 4 novembre 2015  | Kingstown    | Saint-Vincent-et-les-Grenadines - Antigua-et-Barbuda | 2-1   | Match amical                                                       |

#### Bilan
Au 1er septembre 2018 :
- Total de matchs disputés : 11
- Victoires d'Antigua-et-Barbuda : 5
- Matchs nuls : 2
- Victoires de Saint-Vincent-et-les-Grenadines : 4
- Total de buts marqués par Antigua-et-Barbuda : 14
- Total de buts marqués par Saint-Vincent-et-les-Grenadines : 19

### Antilles néerlandaises

#### Confrontations
Confrontations entre les Antilles néerlandaises et Saint-Vincent-et-les-Grenadines en matchs officiels :
|   | Date           | Lieu       | Match                                                    | Score | Compétition                                           |
| - | -------------- | ---------- | -------------------------------------------------------- | ----- | ----------------------------------------------------- |
| 1 | 21 mai 1989    | Kingstown  | Saint-Vincent-et-les-Grenadines - Antilles néerlandaises | 3-2   | Coupe caribéenne des nations 1989 (qualifications)    |
| 2 | 4 juillet 1989 | Bridgetown | Saint-Vincent-et-les-Grenadines - Antilles néerlandaises | 1-1   | Coupe caribéenne des nations 1989 (gr. A)             |
| 3 | 25 mars 1992   | Bridgetown | Saint-Vincent-et-les-Grenadines - Antilles néerlandaises | 2-2   | Coupe caribéenne des nations 1992 (tour préliminaire) |

#### Bilan
- Total de matchs disputés : 3
- Victoires des Antilles néerlandaises : 0
- Victoires de Saint-Vincent-et-les-Grenadines : 1
- Matchs nuls : 2
- Total de buts marqués par les Antilles néerlandaises : 5
- Total de buts marqués par Saint-Vincent-et-les-Grenadines : 6

### Aruba

#### Confrontations
Confrontations entre Aruba et Saint-Vincent-et-les-Grenadines en matchs officiels :
|   | Date             | Lieu       | Match                                   | Score | Compétition                                                      |
| - | ---------------- | ---------- | --------------------------------------- | ----- | ---------------------------------------------------------------- |
| 1 | 4 septembre 2015 | Kingstown  | Saint-Vincent-et-les-Grenadines - Aruba | 2-0   | Éliminatoires de la Coupe du monde 2018 (zone CONCACAF, 3e tour) |
| 2 | 8 septembre 2015 | Oranjestad | Aruba - Saint-Vincent-et-les-Grenadines | 2-1   | Éliminatoires de la Coupe du monde 2018 (zone CONCACAF, 3e tour) |

#### Bilan
Au 1er septembre 2018 :
- Total de matchs disputés : 2
- Victoires d'Aruba : 1
- Victoires de Saint-Vincent-et-les-Grenadines : 1
- Matchs nuls : 0
- Total de buts marqués par Aruba : 2
- Total de buts marqués par Saint-Vincent-et-les-Grenadines : 3

## B

### Bahamas

#### Confrontations
Confrontations entre Saint-Vincent-et-les-Grenadines et les Bahamas en matchs officiels :
|   | Date             | Lieu       | Match                                     | Score | Compétition                                        |
| - | ---------------- | ---------- | ----------------------------------------- | ----- | -------------------------------------------------- |
| 1 | 23 novembre 2006 | Bridgetown | Saint-Vincent-et-les-Grenadines - Bahamas | 3-2   | Coupe caribéenne des nations 2007 (qualifications) |

#### Bilan
Au 1er septembre 2018 :
- Total de matchs disputés : 1
- Victoires des Bahamas : 0
- Matchs nuls : 0
- Victoires de Saint-Vincent-et-les-Grenadines : 1
- Total de buts marqués par les Bahamas : 2
- Total de buts marqués par Saint-Vincent-et-les-Grenadines : 3

### Barbade

#### Confrontations
Confrontations entre Saint-Vincent-et-les-Grenadines et la Barbade en matchs officiels, :
|    | Date               | Lieu           | Match                                     | Score | Compétition                                           |
| -- | ------------------ | -------------- | ----------------------------------------- | ----- | ----------------------------------------------------- |
| 1  | 4 janvier 1987     | Bridgetown     | Barbade - Saint-Vincent-et-les-Grenadines | 3-0   | Match amical                                          |
| 2  | 27 juillet 1990    | Port-d'Espagne | Barbade - Saint-Vincent-et-les-Grenadines | 3-2   | Coupe caribéenne des nations 1990 (gr. B)             |
| 3  | 8 mars 1992        | Bridgetown     | Barbade - Saint-Vincent-et-les-Grenadines | 2-3   | Coupe caribéenne des nations 1992 (tour préliminaire) |
| 4  | 27 mars 1994       | Bridgetown     | Barbade - Saint-Vincent-et-les-Grenadines | 2-0   | Match amical                                          |
| 5  | 19 novembre 1995   | Roseau         | Saint-Vincent-et-les-Grenadines - Barbade | 2-0   | Match amical                                          |
| 6  | 22 mars 1998       | Castries       | Barbade - Saint-Vincent-et-les-Grenadines | 4-3   | Coupe caribéenne des nations 1998 (qualifications)    |
| 7  | 10 juin 2000       | Kingstown      | Saint-Vincent-et-les-Grenadines - Barbade | 1-0   | Match amical                                          |
| 8  | 31 janvier 2005    | Bridgetown     | Barbade - Saint-Vincent-et-les-Grenadines | 3-1   | Match amical                                          |
| 9  | 10 septembre 2006  | Bridgetown     | Barbade - Saint-Vincent-et-les-Grenadines | 1-1   | Match amical                                          |
| 10 | 21 novembre 2006   | Bridgetown     | Barbade - Saint-Vincent-et-les-Grenadines | 3-0   | Coupe caribéenne des nations 2007 (qualifications)    |
| 11 | 13 mars 2008       | Kingstown      | Saint-Vincent-et-les-Grenadines - Barbade | 0-2   | Match amical                                          |
| 12 | 10 octobre 2010    | Kingstown      | Saint-Vincent-et-les-Grenadines - Barbade | 0-0   | Coupe caribéenne des nations 2010 (qualifications)    |
| 13 | 27 mai 2011        | Bridgetown     | Barbade - Saint-Vincent-et-les-Grenadines | 0-0   | Match amical                                          |
| 14 | 1er septembre 2012 | Kingstown      | Saint-Vincent-et-les-Grenadines - Barbade | 2-0   | Match amical                                          |
| 15 | 2 septembre 2012   | Kingstown      | Saint-Vincent-et-les-Grenadines - Barbade | 1-1   | Match amical                                          |
| 16 | 6 mars 2015        | Bridgetown     | Barbade - Saint-Vincent-et-les-Grenadines | 3-1   | Match amical                                          |
| 17 | 8 mars 2015        | Bridgetown     | Barbade - Saint-Vincent-et-les-Grenadines | 2-2   | Match amical                                          |
| 18 | 28 août 2015       | Kingstown      | Saint-Vincent-et-les-Grenadines - Barbade | 2-2   | Match amical                                          |
| 19 | 4 juillet 2017     | Saint-Georges  | Saint-Vincent-et-les-Grenadines - Barbade | 4-2   | Match amical                                          |

#### Bilan
Au 1er septembre 2018 :
- Total de matchs disputés : 19
- Victoires de Saint-Vincent-et-les-Grenadines : 5
- Matchs nuls : 6
- Victoires de la Barbade : 8
- Total de buts marqués par Saint-Vincent-et-les-Grenadines : 25
- Total de buts marqués par la Barbade : 33

### Belize

#### Confrontations
Confrontations entre le Belize et Saint-Vincent-et-les-Grenadines en matchs officiels :
|   | Date             | Lieu      | Match                                    | Score | Compétition                                                      |
| - | ---------------- | --------- | ---------------------------------------- | ----- | ---------------------------------------------------------------- |
| 1 | 11 novembre 2011 | Belmopan  | Belize - Saint-Vincent-et-les-Grenadines | 1-1   | Éliminatoires de la Coupe du monde 2014 (zone CONCACAF, 2e tour) |
| 2 | 15 novembre 2011 | Kingstown | Saint-Vincent-et-les-Grenadines - Belize | 0-2   | Éliminatoires de la Coupe du monde 2014 (zone CONCACAF, 2e tour) |

#### Bilan
Au 1er septembre 2018 :
- Total de matchs disputés : 2
- Victoires du Belize : 1
- Matchs nuls : 1
- Victoires de Saint-Vincent-et-les-Grenadines : 0
- Total de buts marqués par le Belize : 3
- Total de buts marqués par Saint-Vincent-et-les-Grenadines : 1

### Bermudes

#### Confrontations
Confrontations entre Saint-Vincent-et-les-Grenadines et les Bermudes en matchs officiels :
|   | Date             | Lieu       | Match                                      | Score | Compétition                                           |
| - | ---------------- | ---------- | ------------------------------------------ | ----- | ----------------------------------------------------- |
| 1 | 26 novembre 2004 | Kingstown  | Saint-Vincent-et-les-Grenadines - Bermudes | 3-3   | Coupe caribéenne des nations 2005 (tour préliminaire) |
| 2 | 19 novembre 2006 | Bridgetown | Saint-Vincent-et-les-Grenadines - Bermudes | 3-0   | Coupe caribéenne des nations 2007 (qualifications)    |

#### Bilan
Au 1er septembre 2018 :
- Total de matchs disputés : 2
- Victoires des Bermudes : 0
- Matchs nuls : 1
- Victoires de Saint-Vincent-et-les-Grenadines : 1
- Total de buts marqués par les Bermudes : 3
- Total de buts marqués par Saint-Vincent-et-les-Grenadines : 6

### Bonaire

#### Confrontations
Confrontations en matchs officiels entre Bonaire et Saint-Vincent-et-les-Grenadines :
|   | Date         | Lieu      | Match                                     | Score | Compétition                                                        |
| - | ------------ | --------- | ----------------------------------------- | ----- | ------------------------------------------------------------------ |
| 1 | 22 mars 2019 | Kingstown | Saint-Vincent-et-les-Grenadines - Bonaire | 2-1   | Ligue des nations de la CONCACAF 2019-2020 (tournoi de classement) |

#### Bilan
Au 29 mars 2019 :
- Total de matchs disputés : 1
- Victoires de Bonaire : 0
- Matchs nuls : 0
- Victoires de Saint-Vincent-et-les-Grenadines : 1
- Total de buts marqués par Bonaire : 1
- Total de buts marqués par Saint-Vincent-et-les-Grenadines : 2

## C

### Canada

#### Confrontations
Confrontations entre le Canada et Saint-Vincent-et-les-Grenadines en matchs officiels, :
|   | Date         | Lieu      | Match                                    | Score | Compétition                                                      |
| - | ------------ | --------- | ---------------------------------------- | ----- | ---------------------------------------------------------------- |
| 1 | 8 mars 1985  | Kingstown | Saint-Vincent-et-les-Grenadines - Canada | 1-2   | Match amical                                                     |
| 2 | 15 juin 2008 | Kingstown | Saint-Vincent-et-les-Grenadines - Canada | 0-3   | Éliminatoires de la Coupe du monde 2010 (zone CONCACAF, 2e tour) |
| 3 | 20 juin 2008 | Montréal  | Canada - Saint-Vincent-et-les-Grenadines | 4-1   | Éliminatoires de la Coupe du monde 2010 (zone CONCACAF, 2e tour) |

#### Bilan
Au 1er septembre 2018 :
- Total de matchs disputés : 2
- Victoires du Canada : 2
- Matchs nuls : 0
- Victoires de Saint-Vincent-et-les-Grenadines : 0
- Total de buts marqués par le Canada : 7
- Total de buts marqués par Saint-Vincent-et-les-Grenadines : 1

### Costa Rica

#### Confrontations
Confrontations en matchs officiels entre le Costa Rica et Saint-Vincent-et-les-Grenadines :
|   | Date             | Lieu      | Match                                        | Score | Compétition                                                       |
| - | ---------------- | --------- | -------------------------------------------- | ----- | ----------------------------------------------------------------- |
| 1 | 15 novembre 1992 | Kingstown | Saint-Vincent-et-les-Grenadines - Costa Rica | 0-1   | Éliminatoires de la Coupe du monde 1994 (zone CONCACAF - 2e tour) |
| 2 | 13 décembre 1992 | San José  | Costa Rica - Saint-Vincent-et-les-Grenadines | 5-0   | Éliminatoires de la Coupe du monde 1994 (zone CONCACAF - 2e tour) |
| 3 | 9 juillet 2000   | San José  | Costa Rica - Saint-Vincent-et-les-Grenadines | 7-1   | Match amical                                                      |

#### Bilan
Au 1er septembre 2018 :
- Total de matchs disputés : 3
- Victoires du Costa Rica : 3
- Matchs nuls : 0
- Victoires de Saint-Vincent-et-les-Grenadines : 0
- Total de buts marqués par le Costa Rica : 13
- Total de buts marqués par Saint-Vincent-et-les-Grenadines : 1

### Cuba

#### Confrontations
Confrontations en matchs officiels entre Cuba et Saint-Vincent-et-les-Grenadines, :
|   | Date             | Lieu         | Match                                  | Score | Compétition                                           |
| - | ---------------- | ------------ | -------------------------------------- | ----- | ----------------------------------------------------- |
| 1 | 20 juin 1992     | Point Fortin | Cuba - Saint-Vincent-et-les-Grenadines | 1-0   | Coupe caribéenne des nations 1992 (gr. B)             |
| 2 | 27 juillet 1995  | George Town  | Saint-Vincent-et-les-Grenadines - Cuba | 3-2   | Coupe caribéenne des nations 1995 (demi-finale)       |
| 3 | 25 mai 1996      | San Fernando | Cuba - Saint-Vincent-et-les-Grenadines | 2-0   | Coupe caribéenne des nations 1996 (gr. B)             |
| 4 | 16 janvier 2007  | San Fernando | Cuba - Saint-Vincent-et-les-Grenadines | 3-0   | Coupe caribéenne des nations 2007 (gr. Bobby Sookram) |
| 5 | 7 juin 2008      | La Havane    | Cuba - Saint-Vincent-et-les-Grenadines | 1-0   | Match amical                                          |
| 6 | 16 novembre 2012 | Bacolet      | Saint-Vincent-et-les-Grenadines - Cuba | 1-1   | Coupe caribéenne des nations 2012 (qualifications)    |

#### Bilan
Au 1er septembre 2018 :
- Total de matchs disputés : 6
- Victoires de Cuba : 4
- Matchs nuls : 1
- Victoires de Saint-Vincent-et-les-Grenadines : 1
- Total de buts marqués par Cuba : 10
- Total de buts marqués par Saint-Vincent-et-les-Grenadines : 4

### Curaçao

#### Confrontations
Confrontations en matchs officiels entre Curaçao et Saint-Vincent-et-les-Grenadines :
|   | Date            | Lieu       | Match                                     | Score | Compétition                                                     |
| - | --------------- | ---------- | ----------------------------------------- | ----- | --------------------------------------------------------------- |
| 1 | 25 octobre 2012 | Gros Islet | Saint-Vincent-et-les-Grenadines - Curaçao | 4-0   | Coupe caribéenne des nations 2012 (qualifications)              |
| 2 | 10 octobre 2014 | Les Abymes | Saint-Vincent-et-les-Grenadines - Curaçao | 1-0   | Éliminatoires de la Coupe caribéenne des nations 2014 (2e tour) |

#### Bilan
Au 1er septembre 2018 :
- Total de matchs disputés : 2
- Victoires de Curaçao : 0
- Matchs nuls : 0
- Victoires de Saint-Vincent-et-les-Grenadines : 2
- Total de buts marqués par Curaçao : 0
- Total de buts marqués par Saint-Vincent-et-les-Grenadines : 5

## D

### Dominique

#### Confrontations
Confrontations entre Saint-Vincent-et-les-Grenadines et la Dominique, :
|    | Date              | Lieu          | Match                                       | Score | Compétition                                                  |
| -- | ----------------- | ------------- | ------------------------------------------- | ----- | ------------------------------------------------------------ |
| 1  | 18 janvier 1961   |               | Dominique - Saint-Vincent-et-les-Grenadines | 1-1   | Match amical                                                 |
| 2  | 7 janvier 1964    |               | Dominique - Saint-Vincent-et-les-Grenadines | 2-2   | Match amical                                                 |
| 3  | 11 janvier 1964   |               | Dominique - Saint-Vincent-et-les-Grenadines | 1-1   | Match amical                                                 |
| 4  | 26 novembre 1965  |               | Saint-Vincent-et-les-Grenadines - Dominique | 3-1   | Match amical                                                 |
| 5  | 5 novembre 1966   | Saint-Georges | Dominique - Saint-Vincent-et-les-Grenadines | 0-1   | Match amical                                                 |
| 6  | 3 décembre 1967   | Roseau        | Dominique - Saint-Vincent-et-les-Grenadines | 1-2   | Match amical                                                 |
| 7  | 23 novembre 1968  |               | Dominique - Saint-Vincent-et-les-Grenadines | 1-1   | Match amical                                                 |
| 8  | 9 novembre 1969   |               | Saint-Vincent-et-les-Grenadines - Dominique | 1-0   | Match amical                                                 |
| 9  | 24 novembre 1970  | Saint-Georges | Dominique - Saint-Vincent-et-les-Grenadines | 0-1   | Match amical                                                 |
| 10 | 28 novembre 1971  | Roseau        | Dominique - Saint-Vincent-et-les-Grenadines | 3-0   | Match amical                                                 |
| 11 | 28 novembre 1972  |               | Dominique - Saint-Vincent-et-les-Grenadines | 1-2   | Match amical                                                 |
| 12 | 19 novembre 1973  |               | Saint-Vincent-et-les-Grenadines - Dominique | 2-2   | Match amical                                                 |
| 13 | 30 novembre 1973  | Roseau        | Dominique - Saint-Vincent-et-les-Grenadines | 0-0   | Match amical                                                 |
| 14 | 7 décembre 1974   |               | Dominique - Saint-Vincent-et-les-Grenadines | 1-2   | Match amical                                                 |
| 15 | 18 novembre 1985  | Saint-Georges | Dominique - Saint-Vincent-et-les-Grenadines | 0-0   | Match amical                                                 |
| 16 | 22 avril 1990     | Kingstown     | Saint-Vincent-et-les-Grenadines - Dominique | 2-1   | Coupe caribéenne des nations 1990 (qualifications)           |
| 17 | 29 avril 1993     | Saint-Georges | Dominique - Saint-Vincent-et-les-Grenadines | 0-2   | Coupe caribéenne des nations 1993 (tour préliminaire)        |
| 18 | 26 mars 1995      | Roseau        | Dominique - Saint-Vincent-et-les-Grenadines | 0-1   | Coupe caribéenne des nations 1995 (tour préliminaire)        |
| 19 | 2 avril 1995      | Kingstown     | Saint-Vincent-et-les-Grenadines - Dominique | 0-0   | Coupe caribéenne des nations 1995 (tour préliminaire)        |
| 20 | 28 novembre 1995  | Roseau        | Dominique - Saint-Vincent-et-les-Grenadines | 1-0   | Match amical                                                 |
| 21 | 14 mars 2001      | Saint-Georges | Saint-Vincent-et-les-Grenadines - Dominique | 2-0   | Match amical                                                 |
| 22 | 11 septembre 2011 | Kingstown     | Saint-Vincent-et-les-Grenadines - Dominique | 1-0   | Match amical                                                 |
| 23 | 7 février 2014    | Kingstown     | Saint-Vincent-et-les-Grenadines - Dominique | 3-2   | Match amical                                                 |
| 24 | 9 février 2014    | Kingstown     | Saint-Vincent-et-les-Grenadines - Dominique | 0-0   | Match amical                                                 |
| 25 | 2 mai 2014        | Roseau        | Dominique - Saint-Vincent-et-les-Grenadines | 2-3   | Match amical                                                 |
| 26 | 16 mai 2015       | Vieux Fort    | Dominique - Saint-Vincent-et-les-Grenadines | 0-1   | Match amical                                                 |
| 27 | 6 juillet 2017    | Saint-Georges | Dominique - Saint-Vincent-et-les-Grenadines | 2-2   | Match amical                                                 |
| 28 | 6 mars 2019       | Kingstown     | Saint-Vincent-et-les-Grenadines - Dominique | 2-1   | Match amical                                                 |
| 29 | 8 septembre 2019  | Kingstown     | Saint-Vincent-et-les-Grenadines - Dominique | 1-0   | Ligue des nations de la CONCACAF 2019-2020 (Ligue B - gr. D) |
| 30 | 18 novembre 2019  | Roseau        | Dominique - Saint-Vincent-et-les-Grenadines | 1-0   | Ligue des nations de la CONCACAF 2019-2020 (Ligue B - gr. D) |

#### Bilan
- Total de matchs disputés : 30
- Victoires de Saint-Vincent-et-les-Grenadines : 17
- Match nul : 10
- Victoires de la Dominique : 3
- Total de buts marqués par Saint-Vincent-et-les-Grenadines : 39
- Total de buts marqués par la Dominique : 24

## E

### États-Unis

#### Confrontations
Confrontations entre Saint-Vincent-et-les-Grenadines et les États-Unis en matchs officiels :
|   | Date             | Lieu        | Match                                        | Score | Compétition                                                      |
| - | ---------------- | ----------- | -------------------------------------------- | ----- | ---------------------------------------------------------------- |
| 1 | 13 novembre 2015 | Saint-Louis | États-Unis - Saint-Vincent-et-les-Grenadines | 6-1   | Éliminatoires de la Coupe du monde 2018 (zone CONCACAF, 4e tour) |
| 2 | 2 septembre 2016 | Kingstown   | Saint-Vincent-et-les-Grenadines - États-Unis | 0-6   | Éliminatoires de la Coupe du monde 2018 (zone CONCACAF, 4e tour) |

#### Bilan
Au 1er septembre 2018 :
- Total de matchs disputés : 2
- Victoires des États-Unis : 2
- Matchs nuls : 0
- Victoires de Saint-Vincent-et-les-Grenadines : 0
- Total de buts marqués par les États-Unis : 12
- Total de buts marqués par Saint-Vincent-et-les-Grenadines : 1

## G

### Grenade

#### Confrontations
Confrontations entre Saint-Vincent-et-les-Grenadines et la Grenade, :
|    | Date              | Lieu          | Match                                     | Score | Compétition                                                      |
| -- | ----------------- | ------------- | ----------------------------------------- | ----- | ---------------------------------------------------------------- |
| 1  | 16 janvier 1961   |               | Grenade - Saint-Vincent-et-les-Grenadines | 3-6   | Match amical                                                     |
| 2  | 24 novembre 1962  | Saint-Georges | Grenade - Saint-Vincent-et-les-Grenadines | 2-1   | Match amical                                                     |
| 3  | 12 novembre 1966  | Saint-Georges | Grenade - Saint-Vincent-et-les-Grenadines | 1-3   | Match amical                                                     |
| 4  | 26 novembre 1967  | Roseau        | Grenade - Saint-Vincent-et-les-Grenadines | 1-1   | Match amical                                                     |
| 5  | 15 novembre 1969  |               | Saint-Vincent-et-les-Grenadines - Grenade | 0-0   | Match amical                                                     |
| 6  | 22 novembre 1970  | Saint-Georges | Grenade - Saint-Vincent-et-les-Grenadines | 5-3   | Match amical                                                     |
| 7  | 30 novembre 1971  | Roseau        | Grenade - Saint-Vincent-et-les-Grenadines | 1-1   | Match amical                                                     |
| 8  | 1er décembre 1972 |               | Grenade - Saint-Vincent-et-les-Grenadines | 0-0   | Match amical                                                     |
| 9  | 11 novembre 1973  |               | Saint-Vincent-et-les-Grenadines - Grenade | 4-1   | Match amical                                                     |
| 10 | 1er décembre 1974 |               | Grenade - Saint-Vincent-et-les-Grenadines | 1-0   | Match amical                                                     |
| 11 | 24 mars 1985      | Kingstown     | Saint-Vincent-et-les-Grenadines - Grenade | 3-0   | Coupe caribéenne des nations 1985 (1er tour préliminaire)        |
| 12 | 2 juillet 1989    | Bridgetown    | Grenade - Saint-Vincent-et-les-Grenadines | 2-0   | Coupe caribéenne des nations 1989 (gr. B)                        |
| 13 | 6 mars 1992       | Bridgetown    | Saint-Vincent-et-les-Grenadines - Grenade | 0-0   | Coupe caribéenne des nations 1992 (tour préliminaire)            |
| 14 | 27 avril 1993     | Saint-Georges | Grenade - Saint-Vincent-et-les-Grenadines | 1-1   | Coupe caribéenne des nations 1993 (tour préliminaire)            |
| 15 | 3 décembre 1995   | Roseau        | Grenade - Saint-Vincent-et-les-Grenadines | 1-0   | Match amical                                                     |
| 16 | 24 avril 1996     | Saint-Georges | Grenade - Saint-Vincent-et-les-Grenadines | 1-1   | Coupe caribéenne des nations 1996 (tour préliminaire)            |
| 17 | 28 avril 1996     | Kingstown     | Saint-Vincent-et-les-Grenadines - Grenade | 3-1   | Coupe caribéenne des nations 1996 (tour préliminaire)            |
| 18 | 13 avril 1999     | Kingstown     | Saint-Vincent-et-les-Grenadines - Grenade | 2-1   | Match amical                                                     |
| 19 | 16 mars 2001      | Saint-Georges | Grenade - Saint-Vincent-et-les-Grenadines | 1-1   | Match amical                                                     |
| 20 | 18 mars 2001      | Saint-Georges | Grenade - Saint-Vincent-et-les-Grenadines | 2-0   | Match amical                                                     |
| 21 | 8 mai 2004        | Saint-Georges | Grenade - Saint-Vincent-et-les-Grenadines | 1-1   | Match amical                                                     |
| 22 | 13 novembre 2004  | Kingstown     | Saint-Vincent-et-les-Grenadines - Grenade | 6-2   | Match amical                                                     |
| 23 | 20 novembre 2004  | Gouyave       | Grenade - Saint-Vincent-et-les-Grenadines | 3-2   | Match amical                                                     |
| 24 | 12 décembre 2004  | Kingstown     | Saint-Vincent-et-les-Grenadines - Grenade | 3-1   | Coupe caribéenne des nations 2005 (tour préliminaire)            |
| 25 | 19 décembre 2004  | Saint-Georges | Grenade - Saint-Vincent-et-les-Grenadines | 0-1   | Coupe caribéenne des nations 2005 (tour préliminaire)            |
| 26 | 1er novembre 2006 | Kingstown     | Saint-Vincent-et-les-Grenadines - Grenade | 4-1   | Match amical                                                     |
| 27 | 10 février 2008   | Kingstown     | Saint-Vincent-et-les-Grenadines - Grenade | 1-2   | Match amical                                                     |
| 28 | 17 septembre 2010 | Kingstown     | Saint-Vincent-et-les-Grenadines - Grenade | 0-1   | Match amical                                                     |
| 29 | 19 septembre 2010 | Kingstown     | Saint-Vincent-et-les-Grenadines - Grenade | 0-0   | Match amical                                                     |
| 30 | 18 septembre 2011 | Kingstown     | Saint-Vincent-et-les-Grenadines - Grenade | 2-1   | Éliminatoires de la Coupe du monde 2014 (zone CONCACAF, 2e tour) |
| 31 | 15 octobre 2011   | Saint-Georges | Grenade - Saint-Vincent-et-les-Grenadines | 1-1   | Éliminatoires de la Coupe du monde 2014 (zone CONCACAF, 2e tour) |
| 32 | 25 avril 2013     | Kingstown     | Saint-Vincent-et-les-Grenadines - Grenade | 0-1   | Match amical                                                     |
| 33 | 30 avril 2014     | Roseau        | Grenade - Saint-Vincent-et-les-Grenadines | 0-0   | Match amical                                                     |
| 34 | 12 mai 2015       | Vieux Fort    | Grenade - Saint-Vincent-et-les-Grenadines | 2-3   | Match amical                                                     |
| 35 | 3 juillet 2017    | Saint-Georges | Grenade - Saint-Vincent-et-les-Grenadines | 4-3   | Match amical                                                     |
| 36 | 8 mars 2019       | Kingstown     | Saint-Vincent-et-les-Grenadines - Grenade | 1-1   | Match amical                                                     |

#### Bilan
Au 29 mars 2019 :
- Total de matchs disputés : 36
- Victoires de Saint-Vincent-et-les-Grenadines : 12
- Match nul : 13
- Victoires de la Grenade : 11
- Total de buts marqués par Saint-Vincent-et-les-Grenadines : 58
- Total de buts marqués par la Grenade : 46

### Guadeloupe

#### Confrontations
Confrontations en matchs officiels entre Saint-Vincent-et-les-Grenadines et la Guadeloupe, :
|    | Date            | Lieu         | Match                                        | Score | Compétition                                                     |
| -- | --------------- | ------------ | -------------------------------------------- | ----- | --------------------------------------------------------------- |
| 1  | octobre 1979    | Guadeloupe   | Guadeloupe - Saint-Vincent-et-les-Grenadines | 1-3   | Coupe caribéenne des nations 1979 (tour préliminaire)           |
| 2  | octobre 1979    | Kingstown    | Saint-Vincent-et-les-Grenadines - Guadeloupe | 0-0   | Coupe caribéenne des nations 1979 (tour préliminaire)           |
| 3  | 2 août 1981     | Guadeloupe   | Guadeloupe - Saint-Vincent-et-les-Grenadines | 3-0   | Coupe caribéenne des nations 1981 (tour préliminaire)           |
| 4  | 16 août 1981    | Kingstown    | Saint-Vincent-et-les-Grenadines - Guadeloupe | 3-1   | Coupe caribéenne des nations 1981 (tour préliminaire)           |
| 5  | 24 octobre 1981 | San Juan     | Guadeloupe - Saint-Vincent-et-les-Grenadines | 1-3   | Coupe caribéenne des nations 1981 (tour final)                  |
| 6  | 22 juin 1992    | San Fernando | Guadeloupe - Saint-Vincent-et-les-Grenadines | 1-0   | Coupe caribéenne des nations 1992 (gr. B)                       |
| 7  | 8 mars 1994     | Kingstown    | Saint-Vincent-et-les-Grenadines - Guadeloupe | 0-2   | Coupe caribéenne des nations 1994 (tour préliminaire)           |
| 8  | 18 janvier 2007 | San Fernando | Saint-Vincent-et-les-Grenadines - Guadeloupe | 0-1   | Coupe caribéenne des nations 2007 (gr. Bobby Sookram)           |
| 9  | 29 février 2008 | Les Abymes   | Guadeloupe - Saint-Vincent-et-les-Grenadines | 1-2   | Match amical                                                    |
| 10 | 8 octobre 2014  | Les Abymes   | Guadeloupe - Saint-Vincent-et-les-Grenadines | 3-1   | Éliminatoires de la Coupe caribéenne des nations 2014 (2e tour) |

#### Bilan
Au 1er septembre 2018 :
- Total de matchs disputés : 10
- Victoires de la Guadeloupe : 5
- Matchs nuls : 1
- Victoires de Saint-Vincent-et-les-Grenadines : 4
- Total de buts marqués par la Guadeloupe : 14
- Total de buts marqués par Saint-Vincent-et-les-Grenadines : 12

### Guatemala

#### Confrontations
Confrontations en matchs officiels entre Saint-Vincent-et-les-Grenadines et le Guatemala :
|   | Date             | Lieu      | Match                                       | Score | Compétition                                                      |
| - | ---------------- | --------- | ------------------------------------------- | ----- | ---------------------------------------------------------------- |
| 1 | 16 janvier 1996  | Anaheim   | Saint-Vincent-et-les-Grenadines - Guatemala | 0-3   | Gold Cup 1996 (gr. A)                                            |
| 2 | 2 septembre 2011 | Guatemala | Guatemala - Saint-Vincent-et-les-Grenadines | 4-0   | Éliminatoires de la Coupe du monde 2014 (zone CONCACAF, 2e tour) |
| 3 | 7 octobre 2011   | Kingstown | Saint-Vincent-et-les-Grenadines - Guatemala | 0-3   | Éliminatoires de la Coupe du monde 2014 (zone CONCACAF, 2e tour) |
| 4 | 17 novembre 2015 | Kingstown | Saint-Vincent-et-les-Grenadines - Guatemala | 0-4   | Éliminatoires de la Coupe du monde 2018 (zone CONCACAF, 4e tour) |
| 5 | 6 septembre 2016 | Guatemala | Guatemala - Saint-Vincent-et-les-Grenadines | 9-3   | Éliminatoires de la Coupe du monde 2018 (zone CONCACAF, 4e tour) |

#### Bilan
Au 1er septembre 2018 :
- Total de matchs disputés : 5
- Victoires de Saint-Vincent-et-les-Grenadines : 0
- Match nul : 0
- Victoires du Guatemala : 5
- Total de buts marqués par Saint-Vincent-et-les-Grenadines : 3
- Total de buts marqués par le Guatemala : 23

### Guyana

#### Confrontations
Confrontations entre le Guyana et Saint-Vincent-et-les-Grenadines en matchs officiels :
|   | Date            | Lieu       | Match                                    | Score | Compétition                                                      |
| - | --------------- | ---------- | ---------------------------------------- | ----- | ---------------------------------------------------------------- |
| 1 | 14 janvier 2007 | Marabella  | Guyana - Saint-Vincent-et-les-Grenadines | 0-2   | Coupe caribéenne des nations 2007 (gr. Bobby Sookram)            |
| 2 | 13 janvier 2008 | Blairmont  | Guyana - Saint-Vincent-et-les-Grenadines | 1-0   | Match amical                                                     |
| 3 | 27 janvier 2008 | Kingstown  | Saint-Vincent-et-les-Grenadines - Guyana | 2-2   | Match amical                                                     |
| 4 | 6 novembre 2010 | Marabella  | Guyana - Saint-Vincent-et-les-Grenadines | 2-0   | Coupe caribéenne des nations 2010 (qualifications)               |
| 5 | 19 février 2012 | Kingstown  | Saint-Vincent-et-les-Grenadines - Guyana | 1-0   | Match amical                                                     |
| 6 | 21 octobre 2012 | Gros Islet | Guyana - Saint-Vincent-et-les-Grenadines | 1-2   | Coupe caribéenne des nations 2012 (tour préliminaire)            |
| 7 | 10 juin 2015    | Kingstown  | Saint-Vincent-et-les-Grenadines - Guyana | 2-2   | Éliminatoires de la Coupe du monde 2018 (zone CONCACAF, 2e tour) |
| 8 | 14 juin 2015    | Providence | Guyana - Saint-Vincent-et-les-Grenadines | 4-4   | Éliminatoires de la Coupe du monde 2018 (zone CONCACAF, 2e tour) |

#### Bilan
Au 1er septembre 2018 :
- Total de matchs disputés : 8
- Victoires du Guyana : 2
- Matchs nuls : 3
- Victoires de Saint-Vincent-et-les-Grenadines : 3
- Total de buts marqués par le Guyana : 12
- Total de buts marqués par Saint-Vincent-et-les-Grenadines : 13

### Guyane française

#### Confrontations
Confrontations en matchs officiels entre Saint-Vincent-et-les-Grenadines et la Guyane, :
|   | Date            | Lieu            | Match                                              | Score | Compétition                                                        |
| - | --------------- | --------------- | -------------------------------------------------- | ----- | ------------------------------------------------------------------ |
| 1 | 30 mai 1990     | Guyane          | Guyane française - Saint-Vincent-et-les-Grenadines | 2-2   | Coupe caribéenne des nations 1990 (qualifications)                 |
| 2 | 21 juillet 1995 | George Town     | Saint-Vincent-et-les-Grenadines - Guyane française | 3-1   | Coupe caribéenne des nations 1995 (gr. A)                          |
| 3 | 11 octobre 2018 | Remire-Montjoly | Guyane française - Saint-Vincent-et-les-Grenadines | 0-1   | Ligue des nations de la CONCACAF 2019-2020 (tournoi de classement) |

#### Bilan
Au 16 octobre 2018 :
- Total de matchs disputés : 3
- Victoires de la Guyane : 0
- Matchs nuls : 1
- Victoires de Saint-Vincent-et-les-Grenadines : 2
- Total de buts marqués par la Guyane : 3
- Total de buts marqués par Saint-Vincent-et-les-Grenadines : 6

## H

### Haïti
Confrontations entre Haïti et Saint-Vincent-et-les-Grenadines en matchs officiels, :
|   | Date              | Lieu           | Match                                   | Score | Compétition                                        |
| - | ----------------- | -------------- | --------------------------------------- | ----- | -------------------------------------------------- |
| 1 | 14 novembre 1979  | Paramaribo     | Haïti - Saint-Vincent-et-les-Grenadines | 3-1   | Coupe caribéenne des nations 1979 (tour final)     |
| 2 | 27 mai 1996       | San Fernando   | Haïti - Saint-Vincent-et-les-Grenadines | 2-2   | Coupe caribéenne des nations 1996 (gr. B)          |
| 3 | 27 septembre 2006 | Kingston       | Haïti - Saint-Vincent-et-les-Grenadines | 4-0   | Coupe caribéenne des nations 2007 (qualifications) |
| 4 | 30 mai 2007       | Port-d'Espagne | Saint-Vincent-et-les-Grenadines - Haïti | 0-3   | Match amical                                       |
| 5 | 4 novembre 2010   | San Fernando   | Saint-Vincent-et-les-Grenadines - Haïti | 1-3   | Coupe caribéenne des nations 2010 (qualifications) |

#### Bilan
Au 1er septembre 2018 :
- Total de matchs disputés : 5
- Victoires d'Haïti : 4
- Matchs nuls : 1
- Victoires de Saint-Vincent-et-les-Grenadines : 0
- Total de buts marqués par Haïti : 15
- Total de buts marqués par Saint-Vincent-et-les-Grenadines : 4

### Honduras

#### Confrontations
Confrontations en matchs officiels entre Saint-Vincent-et-les-Grenadines et le Honduras :
|   | Date             | Lieu           | Match                                      | Score | Compétition                                                         |
| - | ---------------- | -------------- | ------------------------------------------ | ----- | ------------------------------------------------------------------- |
| 1 | 22 novembre 1992 | Kingstown      | Saint-Vincent-et-les-Grenadines - Honduras | 0-4   | Éliminatoires de la Coupe du monde 1994 (zone CONCACAF - 2e tour)   |
| 2 | 28 novembre 1992 | Tegucigalpa    | Honduras - Saint-Vincent-et-les-Grenadines | 4-0   | Éliminatoires de la Coupe du monde 1994 (zone CONCACAF - 2e tour)   |
| 3 | 13 octobre 1996  | Kingstown      | Saint-Vincent-et-les-Grenadines - Honduras | 1-4   | Éliminatoires de la Coupe du monde 1998 (zone CONCACAF - 2e tour)   |
| 4 | 17 novembre 1996 | San Pedro Sula | Honduras - Saint-Vincent-et-les-Grenadines | 11-3  | Éliminatoires de la Coupe du monde 1998 (zone CONCACAF - 2e tour)   |
| 5 | 16 août 2000     | Tegucigalpa    | Honduras - Saint-Vincent-et-les-Grenadines | 6-0   | Qualification pour la Coupe du monde 2002 (zone CONCACAF - 2e tour) |
| 6 | 14 novembre 2000 | Kingstown      | Saint-Vincent-et-les-Grenadines - Honduras | 0-7   | Qualification pour la Coupe du monde 2002 (zone CONCACAF - 2e tour) |

#### Bilan
Au 1er septembre 2018 :
- Total de matchs disputés : 6
- Victoires de Saint-Vincent-et-les-Grenadines : 0
- Matchs nuls : 0
- Victoires du Honduras : 6
- Total de buts marqués par Saint-Vincent-et-les-Grenadines : 4
- Total de buts marqués par le Honduras : 36

## I

### Îles Caïmans

#### Confrontations
Confrontations entre Saint-Vincent-et-les-Grenadines et les îles Caïmans :
|   | Date             | Lieu        | Match                                          | Score | Compétition                                           |
| - | ---------------- | ----------- | ---------------------------------------------- | ----- | ----------------------------------------------------- |
| 1 | 25 juillet 1995  | George Town | Îles Caïmans - Saint-Vincent-et-les-Grenadines | 2-2   | Coupe caribéenne des nations 1995 (gr. A)             |
| 2 | 6 avril 2001     | Le Lamentin | Saint-Vincent-et-les-Grenadines - Îles Caïmans | 1-1   | Coupe caribéenne des nations 2001 (qualifications)    |
| 3 | 28 novembre 2004 | Kingstown   | Saint-Vincent-et-les-Grenadines - Îles Caïmans | 4-0   | Coupe caribéenne des nations 2005 (tour préliminaire) |

#### Bilan
Au 1er septembre 2018 :
- Total de matchs disputés : 3
- Victoires de Saint-Vincent-et-les-Grenadines : 1
- Matchs nuls : 2
- Victoires des îles Caïmans : 0
- Total de buts marqués par Saint-Vincent-et-les-Grenadines : 7
- Total de buts marqués par les îles Caïmans : 3

### Îles Turques-et-Caïques

#### Confrontations
Confrontations entre Saint-Vincent-et-les-Grenadines et les îles Turques-et-Caïques :
|   | Date             | Lieu           | Match                                                     | Score | Compétition                                                        |
| - | ---------------- | -------------- | --------------------------------------------------------- | ----- | ------------------------------------------------------------------ |
| 1 | 18 novembre 2018 | Providenciales | Îles Turques-et-Caïques - Saint-Vincent-et-les-Grenadines | 3-2   | Ligue des nations de la CONCACAF 2019-2020 (tournoi de classement) |

#### Bilan
Au 30 novembre 2018 :
- Total de matchs disputés : 1
- Victoires de Saint-Vincent-et-les-Grenadines : 0
- Matchs nuls : 0
- Victoires des îles Turques-et-Caïques : 1
- Total de buts marqués par Saint-Vincent-et-les-Grenadines : 2
- Total de buts marqués par les îles Turques-et-Caïques : 3

### Îles Vierges britanniques

#### Confrontations
Confrontations entre Saint-Vincent-et-les-Grenadines et les îles Vierges britanniques en matchs officiels :
|   | Date              | Lieu           | Match                                                       | Score | Compétition                                           |
| - | ----------------- | -------------- | ----------------------------------------------------------- | ----- | ----------------------------------------------------- |
| 1 | 19 juin 1989      |                | Saint-Vincent-et-les-Grenadines - Îles Vierges britanniques | 2-0   | Coupe caribéenne des nations 1989 (qualifications)    |
| 2 | 6 décembre 1998   | Road Town      | Îles Vierges britanniques - Saint-Vincent-et-les-Grenadines | 0-5   | Match amical                                          |
| 3 | 8 avril 2001      | Fort-de-France | Saint-Vincent-et-les-Grenadines - Îles Vierges britanniques | 6-0   | Coupe caribéenne des nations 2001 (tour préliminaire) |
| 4 | 24 novembre 2004  | Kingstown      | Saint-Vincent-et-les-Grenadines - Îles Vierges britanniques | 1-1   | Coupe caribéenne des nations 2005 (tour préliminaire) |
| 5 | 21 septembre 2014 | Road Town      | Îles Vierges britanniques - Saint-Vincent-et-les-Grenadines | 0-6   | Match amical                                          |

#### Bilan
Au 1er septembre 2018 :
- Total de matchs disputés : 5
- Victoires des îles Vierges britanniques : 0
- Matchs nuls : 1
- Victoires de Saint-Vincent-et-les-Grenadines : 4
- Total de buts marqués par les îles Vierges britanniques : 1
- Total de buts marqués par Saint-Vincent-et-les-Grenadines : 20

### Îles Vierges des États-Unis

#### Confrontations
Confrontations entre Saint-Vincent-et-les-Grenadines et les îles Vierges des États-Unis en matchs officiels :
|   | Date         | Lieu         | Match                                                         | Score | Compétition                                                        |
| - | ------------ | ------------ | ------------------------------------------------------------- | ----- | ------------------------------------------------------------------ |
| 1 | 5 mars 2000  | Kingstown    | Saint-Vincent-et-les-Grenadines - Îles Vierges des États-Unis | 9-0   | Éliminatoires de la Coupe du monde 2002 (zone CONCACAF - 1er tour) |
| 2 | 19 mars 2000 | Frederiksted | Îles Vierges des États-Unis - Saint-Vincent-et-les-Grenadines | 1-5   | Éliminatoires de la Coupe du monde 2002 (zone CONCACAF - 1er tour) |

#### Bilan
Au 1er septembre 2018 :
- Total de matchs disputés : 2
- Victoires des îles Vierges des États-Unis : 0
- Matchs nuls : 0
- Victoires de Saint-Vincent-et-les-Grenadines : 2
- Total de buts marqués par les îles Vierges des États-Unis : 1
- Total de buts marqués par Saint-Vincent-et-les-Grenadines : 14

## J

### Jamaïque

#### Confrontations
Confrontations en matchs officiels entre Saint-Vincent-et-les-Grenadines et la Jamaïque, :
|   | Date              | Lieu            | Match                                      | Score | Compétition                                                         |
| - | ----------------- | --------------- | ------------------------------------------ | ----- | ------------------------------------------------------------------- |
| 1 | 18 juin 1992      | Pointe-à-Pierre | Jamaïque - Saint-Vincent-et-les-Grenadines | 2-0   | Coupe caribéenne des nations 1992 (gr. B)                           |
| 2 | 27 septembre 1992 | Kingstown       | Saint-Vincent-et-les-Grenadines - Jamaïque | 0-1   | Match amical                                                        |
| 3 | 4 octobre 1992    | Kingston        | Jamaïque - Saint-Vincent-et-les-Grenadines | 3-3   | Match amical                                                        |
| 4 | 23 septembre 1996 | Kingstown       | Saint-Vincent-et-les-Grenadines - Jamaïque | 1-2   | Éliminatoires de la Coupe du monde 1998 (zone CONCACAF - 2e tour)   |
| 5 | 10 novembre 1996  | Kingston        | Jamaïque - Saint-Vincent-et-les-Grenadines | 5-0   | Éliminatoires de la Coupe du monde 1998 (zone CONCACAF - 2e tour)   |
| 6 | 16 juillet 2000   | Kingstown       | Saint-Vincent-et-les-Grenadines - Jamaïque | 0-1   | Qualification pour la Coupe du monde 2002 (zone CONCACAF - 2e tour) |
| 7 | 3 septembre 2000  | Kingston        | Jamaïque - Saint-Vincent-et-les-Grenadines | 3-0   | Qualification pour la Coupe du monde 2002 (zone CONCACAF - 2e tour) |
| 8 | 29 septembre 2006 | Kingston        | Jamaïque - Saint-Vincent-et-les-Grenadines | 1-2   | Coupe caribéenne des nations 2007 (qualifications)                  |
| 9 | 3 juin 2008       | Kingston        | Jamaïque - Saint-Vincent-et-les-Grenadines | 5-1   | Match amical                                                        |

#### Bilan
Au 1er septembre 2018 :
- Total de matchs disputés : 9
- Victoires de la Jamaïque : 7
- Matchs nuls : 1
- Victoires de Saint-Vincent-et-les-Grenadines : 1
- Total de buts marqués par la Jamaïque : 22
- Total de buts marqués par Saint-Vincent-et-les-Grenadines : 7

## M

### Martinique

#### Confrontations
Confrontations en matchs officiels entre Saint-Vincent-et-les-Grenadines et la Martinique, :
|    | Date              | Lieu           | Match                                        | Score | Compétition                                                     |
| -- | ----------------- | -------------- | -------------------------------------------- | ----- | --------------------------------------------------------------- |
| 1  | mai 1979          | Kingstown      | Saint-Vincent-et-les-Grenadines - Martinique | 2-2   | Coupe caribéenne des nations 1979 (tour préliminaire)           |
| 2  | 9 juin 1979       | Fort-de-France | Martinique - Saint-Vincent-et-les-Grenadines | 0-1   | Coupe caribéenne des nations 1979 (tour préliminaire)           |
| 3  | 5 juillet 1981    | Kingstown      | Saint-Vincent-et-les-Grenadines - Martinique | 2-1   | Coupe caribéenne des nations 1981 (tour préliminaire)           |
| 4  | 19 juillet 1981   | Fort-de-France | Martinique - Saint-Vincent-et-les-Grenadines | 1-2   | Coupe caribéenne des nations 1981 (tour préliminaire)           |
| 5  | 20 février 1983   | Kingstown      | Saint-Vincent-et-les-Grenadines - Martinique | 1-3   | Coupe caribéenne des nations 1983 (tour préliminaire)           |
| 6  | 10 mai 1989       | Fort-de-France | Martinique - Saint-Vincent-et-les-Grenadines | 0-0   | Coupe caribéenne des nations 1989 (qualifications)              |
| 7  | 13 mai 1990       | Kingstown      | Saint-Vincent-et-les-Grenadines - Martinique | 1-0   | Coupe caribéenne des nations 1990 (qualifications)              |
| 8  | 25 juillet 1990   | Port-d'Espagne | Martinique - Saint-Vincent-et-les-Grenadines | 2-0   | Coupe caribéenne des nations 1990 (gr. B)                       |
| 9  | 23 mai 1993       | Montego Bay    | Martinique - Saint-Vincent-et-les-Grenadines | 3-0   | Coupe caribéenne des nations 1993 (gr. B)                       |
| 10 | 29 mai 1996       | Arima          | Martinique - Saint-Vincent-et-les-Grenadines | 3-0   | Coupe caribéenne des nations 1996 (gr. B)                       |
| 11 | 16 mars 1997      | Fort-de-France | Martinique - Saint-Vincent-et-les-Grenadines | 7-1   | Coupe caribéenne des nations 1997 (qualifications)              |
| 12 | 18 mars 1998      | Castries       | Saint-Vincent-et-les-Grenadines - Martinique | 4-1   | Coupe caribéenne des nations 1998 (tour préliminaire)           |
| 13 | 21 avril 1999     | Kingstown      | Saint-Vincent-et-les-Grenadines - Martinique | 2-1   | Coupe caribéenne des nations 1999 (tour préliminaire)           |
| 14 | 4 avril 2001      | Fort-de-France | Martinique - Saint-Vincent-et-les-Grenadines | 3-0   | Coupe caribéenne des nations 2001 (qualifications)              |
| 15 | 30 mai 2004       | Kingstown      | Saint-Vincent-et-les-Grenadines - Martinique | 2-0   | Match amical                                                    |
| 16 | 22 octobre 2006   | Kingstown      | Saint-Vincent-et-les-Grenadines - Martinique | 1-1   | Match amical                                                    |
| 17 | 28 décembre 2006  | Saint-Joseph   | Martinique - Saint-Vincent-et-les-Grenadines | 2-2   | Match amical                                                    |
| 18 | 30 décembre 2006  | Sainte-Marie   | Martinique - Saint-Vincent-et-les-Grenadines | 1-1   | Match amical                                                    |
| 19 | 15 septembre 2008 | Fort-de-France | Martinique - Saint-Vincent-et-les-Grenadines | 3-0   | Coupe caribéenne des nations 2008 (qualifications)              |
| 20 | 12 octobre 2014   | Les Abymes     | Martinique - Saint-Vincent-et-les-Grenadines | 4-3   | Éliminatoires de la Coupe caribéenne des nations 2014 (2e tour) |
| 21 | 13 mars 2016      | Kingstown      | Saint-Vincent-et-les-Grenadines - Martinique | 0-4   | Match amical                                                    |

#### Bilan
Au 1er septembre 2018 :
- Total de matchs disputés : 21
- Victoires de la Martinique : 9
- Matchs nuls : 5
- Victoires de Saint-Vincent-et-les-Grenadines : 7
- Total de buts marqués par la Martinique : 42
- Total de buts marqués par Saint-Vincent-et-les-Grenadines : 25

### Mexique

#### Confrontations
Confrontations entre le Mexique et Saint-Vincent-et-les-Grenadines en matchs officiels :
|   | Date              | Lieu      | Match                                     | Score | Compétition                                                       |
| - | ----------------- | --------- | ----------------------------------------- | ----- | ----------------------------------------------------------------- |
| 1 | 8 novembre 1992   | Kingstown | Saint-Vincent-et-les-Grenadines - Mexique | 0-4   | Éliminatoires de la Coupe du monde 1994 (zone CONCACAF - 2e tour) |
| 2 | 6 décembre 1992   | Mexico    | Mexique - Saint-Vincent-et-les-Grenadines | 11-0  | Éliminatoires de la Coupe du monde 1994 (zone CONCACAF - 2e tour) |
| 3 | 11 janvier 1996   | San Diego | Mexique - Saint-Vincent-et-les-Grenadines | 5-0   | Gold Cup 1996 (gr. A)                                             |
| 4 | 15 septembre 1996 | Kingstown | Saint-Vincent-et-les-Grenadines - Mexique | 0-3   | Éliminatoires de la Coupe du monde 1998 (zone CONCACAF - 2e tour) |
| 5 | 30 octobre 1996   | Mexico    | Mexique - Saint-Vincent-et-les-Grenadines | 5-1   | Éliminatoires de la Coupe du monde 1998 (zone CONCACAF - 2e tour) |
| 6 | 6 octobre 2004    | Pachuca   | Mexique - Saint-Vincent-et-les-Grenadines | 7-0   | Éliminatoires de la Coupe du monde 2006 (zone CONCACAF - 2e tour) |
| 7 | 10 octobre 2004   | Kingstown | Saint-Vincent-et-les-Grenadines - Mexique | 0-1   | Éliminatoires de la Coupe du monde 2006 (zone CONCACAF - 2e tour) |

#### Bilan
Au 1er septembre 2018 :
- Total de matchs disputés : 7
- Victoires du Mexique : 7
- Matchs nuls : 0
- Victoires de Saint-Vincent-et-les-Grenadines : 0
- Total de buts marqués par le Mexique : 36
- Total de buts marqués par Saint-Vincent-et-les-Grenadines : 1

### Montserrat

#### Confrontations
Confrontations entre Saint-Vincent-et-les-Grenadines et Montserrat en matchs officiels :
|   | Date           | Lieu      | Match                                        | Score | Compétition                                           |
| - | -------------- | --------- | -------------------------------------------- | ----- | ----------------------------------------------------- |
| 1 | 1er mai 1995   | Kingstown | Saint-Vincent-et-les-Grenadines - Montserrat | 9-0   | Coupe caribéenne des nations 1991 (tour préliminaire) |
| 2 | 7 mai 1995     | Plymouth  | Montserrat - Saint-Vincent-et-les-Grenadines | 0-11  | Coupe caribéenne des nations 1995 (tour préliminaire) |
| 3 | 6 octobre 2010 | Kingstown | Saint-Vincent-et-les-Grenadines - Montserrat | 7-0   | Coupe caribéenne des nations 2010 (qualifications)    |

#### Bilan
Au 1er septembre 2018 :
- Total de matchs disputés : 3
- Victoires de Saint-Vincent-et-les-Grenadines : 3
- Matchs nuls : 0
- Victoires de Montserrat : 0
- Total de buts marqués par Saint-Vincent-et-les-Grenadines : 27
- Total de buts marqués par Montserrat : 0

## N

### Nicaragua

#### Confrontations
Confrontations entre le Nicaragua et Saint-Vincent-et-les-Grenadines en matchs officiels :
|   | Date             | Lieu      | Match                                       | Score | Compétition                                                        |
| - | ---------------- | --------- | ------------------------------------------- | ----- | ------------------------------------------------------------------ |
| 1 | 13 juin 2004     | Diriamba  | Nicaragua - Saint-Vincent-et-les-Grenadines | 2-2   | Éliminatoires de la Coupe du monde 2006 (zone CONCACAF - 1er tour) |
| 2 | 20 juin 2004     | Kingstown | Saint-Vincent-et-les-Grenadines - Nicaragua | 4-1   | Éliminatoires de la Coupe du monde 2006 (zone CONCACAF - 1er tour) |
| 3 | 8 septembre 2018 | Kingstown | Saint-Vincent-et-les-Grenadines - Nicaragua | 0-2   | Ligue des nations de la CONCACAF 2019-2020 (tournoi de classement) |
| 4 | 5 septembre 2019 | Managua   | Nicaragua - Saint-Vincent-et-les-Grenadines | 1-1   | Ligue des nations de la CONCACAF 2019-2020 (Ligue B - gr. D)       |
| 5 | 15 novembre 2019 | Kingstown | Saint-Vincent-et-les-Grenadines - Nicaragua | 1-0   | Ligue des nations de la CONCACAF 2019-2020 (Ligue B - gr. D)       |

#### Bilan
Au 20 novembre 2019 :
- Total de matchs disputés : 5
- Victoires du Nicaragua : 1
- Matchs nuls : 2
- Victoires de Saint-Vincent-et-les-Grenadines : 2
- Total de buts marqués par le Nicaragua : 6
- Total de buts marqués par Saint-Vincent-et-les-Grenadines : 8

## P

### Porto Rico

#### Confrontations
Confrontations entre Porto Rico et Saint-Vincent-et-les-Grenadines en matchs officiels :
|   | Date        | Lieu      | Match                                        | Score | Compétition                                                        |
| - | ----------- | --------- | -------------------------------------------- | ----- | ------------------------------------------------------------------ |
| 1 | 4 mai 1996  | Bayamón   | Porto Rico - Saint-Vincent-et-les-Grenadines | 1-2   | Éliminatoires de la Coupe du monde 1998 (zone CONCACAF - 1er tour) |
| 2 | 12 mai 1996 | Kingstown | Saint-Vincent-et-les-Grenadines - Porto Rico | 7-0   | Éliminatoires de la Coupe du monde 1998 (zone CONCACAF - 1er tour) |

#### Bilan
Au 1er septembre 2018 :
- Total de matchs disputés : 2
- Victoires de Porto Rico : 0
- Matchs nuls : 0
- Victoires de Saint-Vincent-et-les-Grenadines : 2
- Total de buts marqués par Porto Rico : 1
- Total de buts marqués par Saint-Vincent-et-les-Grenadines : 9

## R

### République dominicaine

#### Confrontations
Confrontations entre Saint-Vincent-et-les-Grenadines et la République dominicaine en matchs officiels.
|   | Date             | Lieu         | Match                                                    | Score | Compétition                                                      |
| - | ---------------- | ------------ | -------------------------------------------------------- | ----- | ---------------------------------------------------------------- |
| 1 | 22 avril 1990    | Kingstown    | Saint-Vincent-et-les-Grenadines - République dominicaine | 2-1   | Match amical                                                     |
| 2 | 3 septembre 2014 | Saint John's | Saint-Vincent-et-les-Grenadines - République dominicaine | 1-0   | Qualifications à la Coupe caribéenne des nations 2014 (1er tour) |

#### Bilan
Au 30 août 2018 :
- Total de matchs disputés : 2
- Victoires de la République dominicaine : 0
- Matchs nuls : 0
- Victoires de Saint-Vincent-et-les-Grenadines : 2
- Total de buts marqués par la République dominicaine : 1
- Total de buts marqués par Saint-Vincent-et-les-Grenadines : 3

## S

### Saint-Christophe-et-Niévès

#### Confrontations
Confrontations en matchs officiels entre Saint-Vincent-et-les-Grenadines et Saint-Christophe-et-Niévès :
|    | Date              | Lieu       | Match                                                        | Score | Compétition                                                        |
| -- | ----------------- | ---------- | ------------------------------------------------------------ | ----- | ------------------------------------------------------------------ |
| 1  | 23 juin 1996      | Basseterre | Saint-Christophe-et-Niévès - Saint-Vincent-et-les-Grenadines | 2-2   | Éliminatoires de la Coupe du monde 1998 (zone CONCACAF - 1er tour) |
| 2  | 30 juin 1996      | Kingstown  | Saint-Vincent-et-les-Grenadines - Saint-Christophe-et-Niévès | 0-0   | Éliminatoires de la Coupe du monde 1998 (zone CONCACAF - 1er tour) |
| 3  | 5 mars 1998       | Kingstown  | Saint-Vincent-et-les-Grenadines - Saint-Christophe-et-Niévès | 4-2   | Match amical                                                       |
| 4  | 17 avril 1999     | Kingstown  | Saint-Vincent-et-les-Grenadines - Saint-Christophe-et-Niévès | 3-4   | Coupe caribéenne des nations 1999 (tour préliminaire)              |
| 5  | 16 avril 2000     | Kingstown  | Saint-Vincent-et-les-Grenadines - Saint-Christophe-et-Niévès | 1-0   | Éliminatoires de la Coupe du monde 2002 (zone CONCACAF - 1er tour) |
| 6  | 22 avril 2000     | Basseterre | Saint-Christophe-et-Niévès - Saint-Vincent-et-les-Grenadines | 1-2   | Éliminatoires de la Coupe du monde 2002 (zone CONCACAF - 1er tour) |
| 7  | 23 mai 2004       | Basseterre | Saint-Christophe-et-Niévès - Saint-Vincent-et-les-Grenadines | 3-2   | Match amical                                                       |
| 8  | 10 septembre 2004 | Kingstown  | Saint-Vincent-et-les-Grenadines - Saint-Christophe-et-Niévès | 1-0   | Éliminatoires de la Coupe du monde 2006 (zone CONCACAF - 2e tour)  |
| 9  | 13 octobre 2004   | Basseterre | Saint-Christophe-et-Niévès - Saint-Vincent-et-les-Grenadines | 0-3   | Éliminatoires de la Coupe du monde 2006 (zone CONCACAF - 2e tour)  |
| 10 | 5 septembre 2009  | Kingstown  | Saint-Vincent-et-les-Grenadines - Saint-Christophe-et-Niévès | 3-0   | Match amical                                                       |
| 11 | 20 septembre 2009 | Basseterre | Saint-Christophe-et-Niévès - Saint-Vincent-et-les-Grenadines | 1-1   | Match amical                                                       |
| 12 | 8 octobre 2010    | Kingstown  | Saint-Vincent-et-les-Grenadines - Saint-Christophe-et-Niévès | 1-1   | Coupe caribéenne des nations 2010 (qualifications)                 |
| 13 | 7 juin 2016       | Kingstown  | Saint-Christophe-et-Niévès - Saint-Vincent-et-les-Grenadines | 0-1   | Éliminatoires de la Coupe caribéenne des nations 2017 (2e tour)    |

#### Bilan
Au 1er septembre 2018 :
- Total de matchs disputés : 13
- Victoires de Saint-Christophe-et-Niévès : 4
- Matchs nuls : 4
- Victoires de Saint-Vincent-et-les-Grenadines : 5
- Total de buts marqués par Saint-Christophe-et-Niévès : 18
- Total de buts marqués par Saint-Vincent-et-les-Grenadines : 20

### Sainte-Lucie

#### Confrontations
Confrontations entre Sainte-Lucie et Saint-Vincent-et-les-Grenadines, :
|    | Date              | Lieu           | Match                                          | Score | Compétition                                                       |
| -- | ----------------- | -------------- | ---------------------------------------------- | ----- | ----------------------------------------------------------------- |
| 1  | 20 janvier 1961   |                | Sainte-Lucie - Saint-Vincent-et-les-Grenadines | 2-2   | Match amical                                                      |
| 2  | 6 janvier 1964    |                | Sainte-Lucie - Saint-Vincent-et-les-Grenadines | 2-2   | Match amical                                                      |
| 3  | 10 janvier 1964   |                | Sainte-Lucie - Saint-Vincent-et-les-Grenadines | 0-0   | Match amical                                                      |
| 4  | 22 novembre 1965  |                | Saint-Vincent-et-les-Grenadines - Sainte-Lucie | 1-2   | Match amical                                                      |
| 5  | 9 novembre 1966   | Saint-Georges  | Sainte-Lucie - Saint-Vincent-et-les-Grenadines | 1-2   | Match amical                                                      |
| 6  | 27 novembre 1967  | Roseau         | Sainte-Lucie - Saint-Vincent-et-les-Grenadines | 4-3   | Match amical                                                      |
| 7  | 12 novembre 1969  |                | Saint-Vincent-et-les-Grenadines - Sainte-Lucie | 2-1   | Match amical                                                      |
| 8  | 22 août 1971      |                | Sainte-Lucie - Saint-Vincent-et-les-Grenadines | 1-5   | Match amical                                                      |
| 9  | 26 novembre 1972  |                | Sainte-Lucie - Saint-Vincent-et-les-Grenadines | 2-1   | Match amical                                                      |
| 10 | 23 novembre 1973  |                | Saint-Vincent-et-les-Grenadines - Sainte-Lucie | 2-0   | Match amical                                                      |
| 11 | 27 novembre 1973  |                | Sainte-Lucie - Saint-Vincent-et-les-Grenadines | 0-1   | Match amical                                                      |
| 12 | 5 décembre 1974   |                | Sainte-Lucie - Saint-Vincent-et-les-Grenadines | 1-2   | Match amical                                                      |
| 13 | 2 décembre 1984   |                | Sainte-Lucie - Saint-Vincent-et-les-Grenadines | 2-0   | Match amical                                                      |
| 14 | 17 novembre 1985  | Saint-Georges  | Sainte-Lucie - Saint-Vincent-et-les-Grenadines | 0-0   | Match amical                                                      |
| 15 | 11 décembre 1986  |                | Sainte-Lucie - Saint-Vincent-et-les-Grenadines | 5-1   | Match amical                                                      |
| 16 | 22 mars 1992      | Castries       | Sainte-Lucie - Saint-Vincent-et-les-Grenadines | 1-0   | Éliminatoires de la Coupe du monde 1994 (zone CONCACAF, 1er tour) |
| 17 | 29 mars 1992      | Kingstown      | Saint-Vincent-et-les-Grenadines - Sainte-Lucie | 3-1   | Éliminatoires de la Coupe du monde 1994 (zone CONCACAF, 1er tour) |
| 18 | 25 avril 1993     | Saint-Georges  | Saint-Vincent-et-les-Grenadines - Sainte-Lucie | 0-1   | Coupe caribéenne des nations 1993 (tour préliminaire)             |
| 19 | 25 mai 1993       | Montego Bay    | Saint-Vincent-et-les-Grenadines - Sainte-Lucie | 4-1   | Coupe caribéenne des nations 1993 (gr. B)                         |
| 20 | 23 novembre 1995  | Roseau         | Sainte-Lucie - Saint-Vincent-et-les-Grenadines | 2-1   | Match amical                                                      |
| 21 | 14 mars 1997      | Fort-de-France | Sainte-Lucie - Saint-Vincent-et-les-Grenadines | 3-2   | Coupe caribéenne des nations 1997 (tour préliminaire)             |
| 22 | 20 mars 1998      | Castries       | Sainte-Lucie - Saint-Vincent-et-les-Grenadines | 3-2   | Coupe caribéenne des nations 1998 (tour préliminaire)             |
| 23 | 18 avril 1999     | Kingstown      | Saint-Vincent-et-les-Grenadines - Sainte-Lucie | 2-2   | Coupe caribéenne des nations 1999 (tour préliminaire)             |
| 24 | 12 mars 2001      | Saint-Georges  | Sainte-Lucie - Saint-Vincent-et-les-Grenadines | 0-2   | Match amical                                                      |
| 25 | 8 février 2004    | Castries       | Sainte-Lucie - Saint-Vincent-et-les-Grenadines | 1-2   | Match amical                                                      |
| 26 | 21 mars 2004      | Kingstown      | Saint-Vincent-et-les-Grenadines - Sainte-Lucie | 1-1   | Match amical                                                      |
| 27 | 1er octobre 2006  | Kingston       | Sainte-Lucie - Saint-Vincent-et-les-Grenadines | 0-8   | Coupe caribéenne des nations 2007 (qualifications)                |
| 28 | 10 septembre 2010 | Vieux Fort     | Sainte-Lucie - Saint-Vincent-et-les-Grenadines | 1-5   | Match amical                                                      |
| 29 | 23 octobre 2012   | Gros Islet     | Sainte-Lucie - Saint-Vincent-et-les-Grenadines | 1-0   | Coupe caribéenne des nations 2012 (tour préliminaire)             |
| 30 | 21 avril 2013     | Kingstown      | Saint-Vincent-et-les-Grenadines - Sainte-Lucie | 0-2   | Match amical                                                      |
| 31 | 4 mai 2014        | Roseau         | Sainte-Lucie - Saint-Vincent-et-les-Grenadines | 0-0   | Match amical                                                      |
| 32 | 14 mai 2015       | Vieux Fort     | Sainte-Lucie - Saint-Vincent-et-les-Grenadines | 1-2   | Match amical                                                      |
| 33 | 28 juin 2017      | Saint-Georges  | Saint-Vincent-et-les-Grenadines - Sainte-Lucie | 1-2   | Match amical                                                      |

#### Bilan
Au 1er septembre 2018 :
- Total de matchs disputés : 33
- Victoires de Sainte-Lucie : 13
- Matchs nuls : 7
- Victoires de Saint-Vincent-et-les-Grenadines : 13
- Total de buts marqués par Sainte-Lucie : 46
- Total de buts marqués par Saint-Vincent-et-les-Grenadines : 59

### Salvador

#### Confrontations
Confrontations en matchs officiels entre le Salvador et Saint-Vincent-et-les-Grenadines :
|   | Date            | Lieu         | Match                                      | Score | Compétition                                                       |
| - | --------------- | ------------ | ------------------------------------------ | ----- | ----------------------------------------------------------------- |
| 1 | 23 juillet 2000 | San Salvador | Salvador - Saint-Vincent-et-les-Grenadines | 7-1   | Éliminatoires de la Coupe du monde 2002 (zone CONCACAF - 2e tour) |
| 2 | 8 octobre 2000  | Kingstown    | Saint-Vincent-et-les-Grenadines - Salvador | 1-2   | Éliminatoires de la Coupe du monde 2002 (zone CONCACAF - 2e tour) |

#### Bilan
Au 1er septembre 2018 :
- Total de matchs disputés : 2
- Victoires du Salvador : 2
- Matchs nuls : 0
- Victoires de Saint-Vincent-et-les-Grenadines : 0
- Total de buts marqués par le Salvador : 9
- Total de buts marqués par Saint-Vincent-et-les-Grenadines : 2

### Suriname

#### Confrontations
Confrontations entre le Suriname et Saint-Vincent-et-les-Grenadines en matchs officiels, :
|   | Date              | Lieu       | Match                                      | Score | Compétition                                                        |
| - | ----------------- | ---------- | ------------------------------------------ | ----- | ------------------------------------------------------------------ |
| 1 | 12 novembre 1979  | Paramaribo | Suriname - Saint-Vincent-et-les-Grenadines | 2-3   | Coupe caribéenne des nations 1979 (tour final)                     |
| 2 | 13 septembre 1981 | Kingstown  | Saint-Vincent-et-les-Grenadines - Suriname | 2-1   | Coupe caribéenne des nations 1981 (tour préliminaire)              |
| 3 | 27 septembre 1981 | Paramaribo | Suriname - Saint-Vincent-et-les-Grenadines | 3-3   | Coupe caribéenne des nations 1981 (tour préliminaire)              |
| 4 | 2 août 1992       | Paramaribo | Suriname - Saint-Vincent-et-les-Grenadines | 0-0   | Éliminatoires de la Coupe du monde 1994 (zone CONCACAF - 1er tour) |
| 5 | 30 août 1992      | Kingstown  | Saint-Vincent-et-les-Grenadines - Suriname | 2-1   | Éliminatoires de la Coupe du monde 1994 (zone CONCACAF - 1er tour) |
| 6 | 18 novembre 2012  | Bacolet    | Suriname - Saint-Vincent-et-les-Grenadines | 1-0   | Coupe caribéenne des nations 2012 (qualifications)                 |
| 7 | 4 juin 2016       | Paramaribo | Suriname - Saint-Vincent-et-les-Grenadines | 2-1   | Éliminatoires de la Coupe caribéenne des nations 2017 (2e tour)    |
| 8 | 11 octobre 2019   | Kingstown  | Saint-Vincent-et-les-Grenadines - Suriname | 2-2   | Ligue des nations de la CONCACAF 2019-2020 (Ligue B - gr. D)       |
| 9 | 14 octobre 2019   | Paramaribo | Suriname - Saint-Vincent-et-les-Grenadines | 0-1   | Ligue des nations de la CONCACAF 2019-2020 (Ligue B - gr. D)       |

#### Bilan
Au 20 novembre 2019 :
- Total de matchs disputés : 9
- Victoires du Suriname : 2
- Matchs nuls : 3
- Victoires de Saint-Vincent-et-les-Grenadines : 4
- Total de buts marqués par le Suriname : 12
- Total de buts marqués par Saint-Vincent-et-les-Grenadines : 14

## T

### Trinité-et-Tobago

#### Confrontations
Confrontations entre Trinité-et-Tobago et Saint-Vincent-et-les-Grenadines en matchs officiels, :
|    | Date             | Lieu           | Match                                               | Score | Compétition                                                       |
| -- | ---------------- | -------------- | --------------------------------------------------- | ----- | ----------------------------------------------------------------- |
| 1  | 18 novembre 1979 | Paramaribo     | Saint-Vincent-et-les-Grenadines - Trinité-et-Tobago | 2-1   | Coupe caribéenne des nations 1979 (tour final)                    |
| 2  | 19 octobre 1981  | San Juan       | Saint-Vincent-et-les-Grenadines - Trinité-et-Tobago | 0-2   | Coupe caribéenne des nations 1981 (tour final)                    |
| 3  | 24 février 1985  | Kingstown      | Saint-Vincent-et-les-Grenadines - Trinité-et-Tobago | 1-1   | Coupe caribéenne des nations 1985 (1er tour préliminaire)         |
| 4  | 21 mai 1993      | Montego Bay    | Trinité-et-Tobago - Saint-Vincent-et-les-Grenadines | 4-1   | Coupe caribéenne des nations 1993 (gr. B)                         |
| 5  | 30 juillet 1995  | George Town    | Saint-Vincent-et-les-Grenadines - Trinité-et-Tobago | 0-5   | Coupe caribéenne des nations 1995 (finale)                        |
| 6  | 2 juillet 2000   | Kingstown      | Saint-Vincent-et-les-Grenadines - Trinité-et-Tobago | 2-1   | Match amical                                                      |
| 7  | 18 août 2004     | Kingstown      | Saint-Vincent-et-les-Grenadines - Trinité-et-Tobago | 0-2   | Éliminatoires de la Coupe du monde 2006 (zone CONCACAF - 2e tour) |
| 8  | 17 novembre 2004 | Port-d'Espagne | Trinité-et-Tobago - Saint-Vincent-et-les-Grenadines | 2-1   | Éliminatoires de la Coupe du monde 2006 (zone CONCACAF - 2e tour) |
| 9  | 9 janvier 2005   | San Fernando   | Trinité-et-Tobago - Saint-Vincent-et-les-Grenadines | 3-1   | Coupe caribéenne des nations 2005 (tour préliminaire)             |
| 10 | 16 janvier 2005  | Kingstown      | Saint-Vincent-et-les-Grenadines - Trinité-et-Tobago | 1-0   | Coupe caribéenne des nations 2005 (tour préliminaire)             |
| 11 | 7 octobre 2006   | Port-d'Espagne | Trinité-et-Tobago - Saint-Vincent-et-les-Grenadines | 5-0   | Match amical                                                      |
| 12 | 2 novembre 2010  | San Fernando   | Trinité-et-Tobago - Saint-Vincent-et-les-Grenadines | 6-2   | Coupe caribéenne des nations 2010 (qualifications)                |
| 13 | 14 novembre 2012 | Bacolet        | Trinité-et-Tobago - Saint-Vincent-et-les-Grenadines | 1-1   | Coupe caribéenne des nations 2012 (qualifications)                |
| 14 | 25 mars 2016     | Kingstown      | Saint-Vincent-et-les-Grenadines - Trinité-et-Tobago | 2-3   | Éliminatoires de la Coupe du monde 2018 (zone CONCACAF, 4e tour)  |
| 15 | 29 mars 2016     | Port-d'Espagne | Trinité-et-Tobago - Saint-Vincent-et-les-Grenadines | 6-0   | Éliminatoires de la Coupe du monde 2018 (zone CONCACAF, 4e tour)  |
| 16 | 11 août 2019     | Georgetown     | Saint-Vincent-et-les-Grenadines - Trinité-et-Tobago | 1-0   | Match amical                                                      |

#### Bilan
Au 20 novembre 2019 :
- Total de matchs disputés : 16
- Victoires de Trinité-et-Tobago : 10
- Matchs nuls : 2
- Victoires de Saint-Vincent-et-les-Grenadines : 4
- Total de buts marqués par Trinité-et-Tobago : 42
- Total de buts marqués par Saint-Vincent-et-les-Grenadines : 15